# Мапіленг
Перевал Мапіленг — це гірський перевал на шосе 4C на території громад Пайлунг (в'єт. Pải Lủng) і Паві (в'єт. Pả Vi), повіт Меовак (в'єт. Mèo Vạc), Хазянг, Північний В'єтнам.
Перевал має довжину приблизно 20 км на ділянці шосе 4C, що з'єднує міста Донгван і Меовак (завдяки своїй красі, ця дорога має назву в'єт. đường Hạnh Phúc — «дорога щастя»). Він знаходиться на висоті 1500 м на плато Донгван. Дорога через перевал вперше була прокладена національними меншинами яо, хмонги, тай та лоло. Пізніше, як ділянка шосе 4C, дорога було побудована десятками тисяч молодих волонтерів з 16 етнічних груп через 8 північних провінцій В'єтнаму протягом 6 років (1959-1965) із понад 2 мільйонами робочих днів.
Перевал Мапіленг відомий серед туристів як один із «чотирьох великих перевалів» північних гір В’єтнаму разом із перевалами Окуйхо, Кхауфа та Фадін.

## Етимологія
Перевал Мапіленг отримав назву на честь Mả Pí Lèng ban, села хмонгів у комуні Пайлунг; також поруч знаходиться одноіменна вершина.
Вершина названа через її форму «Mả Pí Lèng» (馬鼻樑), що мовою хмонг означає «коняче перенісся».
Щодо виникнення такої назви, дехто каже, що назва відноситься до найнебезпечнішої частини гірської вершини, де через крутизну підйому загинуло багато коней, яким бракувало дихання. Друга думка полягає в тому, що верхня частина перевала схожа на перенісся коня. Крім того, деякі творчі люди прикрасили назву перевалу як «Máo Pì Lèng», що означає «котяче перенісся». Ці думки необґрунтовані, тому що нова дорога офіційно відкрита у 1960 році, а народи хмонг не тримають котів, при цьому їх найближча тварина - кінь, і жоден кінь ще не загинув від цього.

## Див.також
- Перевал Хайван
- Карстове плато Донгван